# Giochi asiatici giovanili
I Giochi asiatici giovanili (GAG, in inglese Asian Youth Games - AYG) sono una manifestazione sportiva multidisciplinare, ispirata ai Giochi asiatici e patrocinata dal Consiglio Olimpico d'Asia (OCA), che vede protagonisti i ragazzi tra i 14 e i 18 anni.
L'edizione inaugurale si svolta a Singapore nel 2009.

## Edizioni
| Anno | Edizione                      | Sede                 | Sede                 |
| 2009 | I Giochi asiatici giovanili   | Singapore (bandiera) | Singapore (bandiera) |
| 2009 | I Giochi asiatici giovanili   | Singapore            | Singapore            |
| 2013 | II Giochi asiatici giovanili  | Cina (bandiera)      | Cina (bandiera)      |
| 2013 | II Giochi asiatici giovanili  | Nanchino             | Cina                 |
| 2017 | Annullati                     | Annullati            | Annullati            |
| 2021 | III Giochi asiatici giovanili | Cina (bandiera)      | Cina (bandiera)      |
| 2021 | III Giochi asiatici giovanili | Shantou              | Cina                 |
| ---- | ----------------------------- | -------------------- | -------------------- |